# Me’ir Talmi
Me’ir Talmi (hebr.: מאיר תלמי, ang.: Meir Talmi, ur. w 1909 w Warszawie, zm. 18 listopada 1994 w Izraelu) – izraelski polityk, w latach 1974–1981 poseł do Knesetu, w latach 1973–1979 sekretarz generalny partii Mapam. Jego żona Emma również była izraelską parlamentarzystką.

## Życiorys
Urodził się w 1909 w Warszawie, w ówczesnym Imperium Rosyjskim, gdzie mieszkał do dwudziestego trzeciego roku życia. W niepodległej Polsce działał w młodzieżowej organizacji syjonistycznej Ha-Szomer Ha-Cair, z czasem stając się jednym z jej przywódców. W 1932 wyemigrował do Brytyjskiego Mandatu Palestyny, początkowo do kibucu En Szemer. W 1933, pod wpływem swej przyszłej żony Emmy Lewin (1905–2004), również pochodzącej z Warszawy syjonistki, dołączył do – powstałego kilka lat wcześniej – kibucu Miszmar ha-Emek, położonego w pobliżu Megiddo. Me’ir i Emma pobrali się w 1934, w tym samym roku urodził się ich pierwszy syn Jigal. Kolejni synowie Jehuda i Binjamin przyszli na świat w 1940 i 1946.
Działał w ruchu kibucowym Ha-Kibuc Ha-Arci, z czasem został sekretarzem organizacji.
W niepodległym Izraelu oboje z żoną związali się z lewicową Mapam. Emma była z listy tego ugrupowania posłem do Knesetu od III do VI kadencji (1955–1969). W 1973 Me’ir Talmi został nowym przywódcą lewicowego ugrupowania – w miejsce dotychczasowego, długoletniego generalnego sekretarza Me’ira Ja’ariego. W odbywających się w tym samym roku wyborach parlamentarnych Mapam wystartowała jako część Koalicji Pracy, a Me’ir Talmi po raz pierwszy dostał się do izraelskiego parlamentu. W ósmym Knesecie zasiadał w komisji spraw zagranicznych i obrony. 10 kwietnia 1977 wraz z Jehudą Dranickim, Aharonem Efratem, Chajką Grossman, Eli’ezerem Ronenem i Dowem Zakinem opuścił Koalicję Pracy zakładając frakcję Mapam. Po dwóch dniach rozłamowcy powrócili do Koalicji Pracy.
W kolejnych wyborach (1977) Talami ponownie został wybrany posłem z listy Koalicji Pracy. W dziewiątym Knesecie zasiadał w komisjach: spraw zagranicznych i obrony, ds. absorpcji imigrantów oraz ds. energii. W 1979 utracił fotel sekretarza generalnego Mapam na rzecz Wiktora Szem-Towa. W 1981 nie udało mu się po raz kolejny zdobyć mandatu poselskiego.
Doczekał się jedenaściorga wnuków i szesnaściorga prawnuków. Zmarł 18 listopada 1994.